# Beata Morawiec
Beata Katarzyna Morawiec (ur. 11 stycznia 1964 w Oświęcimiu) – polska sędzia, była prezeska Stowarzyszenia Sędziów „Themis”.

## Życiorys

### Wykształcenie i działalność zawodowa
Absolwentka Wydziału Prawa i Administracji Uniwersytetu Jagiellońskiego (1987). Po studiach odbywała aplikację sądową. Pracowała jako kuratorka zawodowa dla nieletnich i asesor w Wydziale III Rodzinnym Sądu Rejonowego dla Krakowa-Podgórza. Orzekanie jako sędzia rozpoczęła w Wydziale II Karnym tamże. Przewodnicząca Wydziału od 1996. Prezes tego Sądu od 2000. W 2002 awansowała do Sądu Okręgowego w Krakowie, którego w 2015 została prezeską. 
Członkini Krajowej Rady Sądownictwa (2002–2010) oraz Rady Programowej Krajowego Centrum Szkolenia Kadr Sądów Powszechnych i Prokuratury. Pracowała także w Krajowej Szkole Sądownictwa i Prokuratury. Prezeska Stowarzyszenia Sędziów „Themis”.
Odwołana przed upływem kadencji ze stanowiska prezeski Sądu Okręgowego w listopadzie 2017 (zastąpiła ją Dagmara Pawełczyk-Woicka). Następstwem tego był proces cywilny o naruszenie jej dóbr osobistych przez ministra sprawiedliwości Zbigniewa Ziobrę, który minister nieprawomocnie przegrał w styczniu 2019.
Uznana przez Dziennik Gazetę Prawną za 26. najbardziej wpływową prawniczkę 2019 roku oraz 29. 2020 roku (za każdym razem ex aequo z Krystianem Markiewiczem) za zaangażowanie w protestach przeciwko zmianom w sądownictwie w Polsce.

### Zarzuty prokuratorskie i uchylenie immunitetu przez Izbę Dyscyplinarną SN
W 2020 prokuratura wszczęła wobec niej postępowanie w związku z rzekomym przyjęciem przez Beatę Morawiec telefonu komórkowego w zamian za wydanie korzystnego wyroku oraz rzekomym przyjęciem środków publicznych za analizę sądową, która miała nie powstać. Sędzia Morawiec zdecydowanie zaprzeczyła wszystkim zarzutom i oświadczyła, że posiada dokumentację w sprawie analizy sądowej, którą w istocie sporządziła, co miała potwierdzić ekspertyza biegłego sądowego. We wrześniu 2020 roku, mimo immunitetu sędziowskiego, jej mieszkanie zostało przeszukane przez funkcjonariuszy Centralnego Biura Antykorupcyjnego.

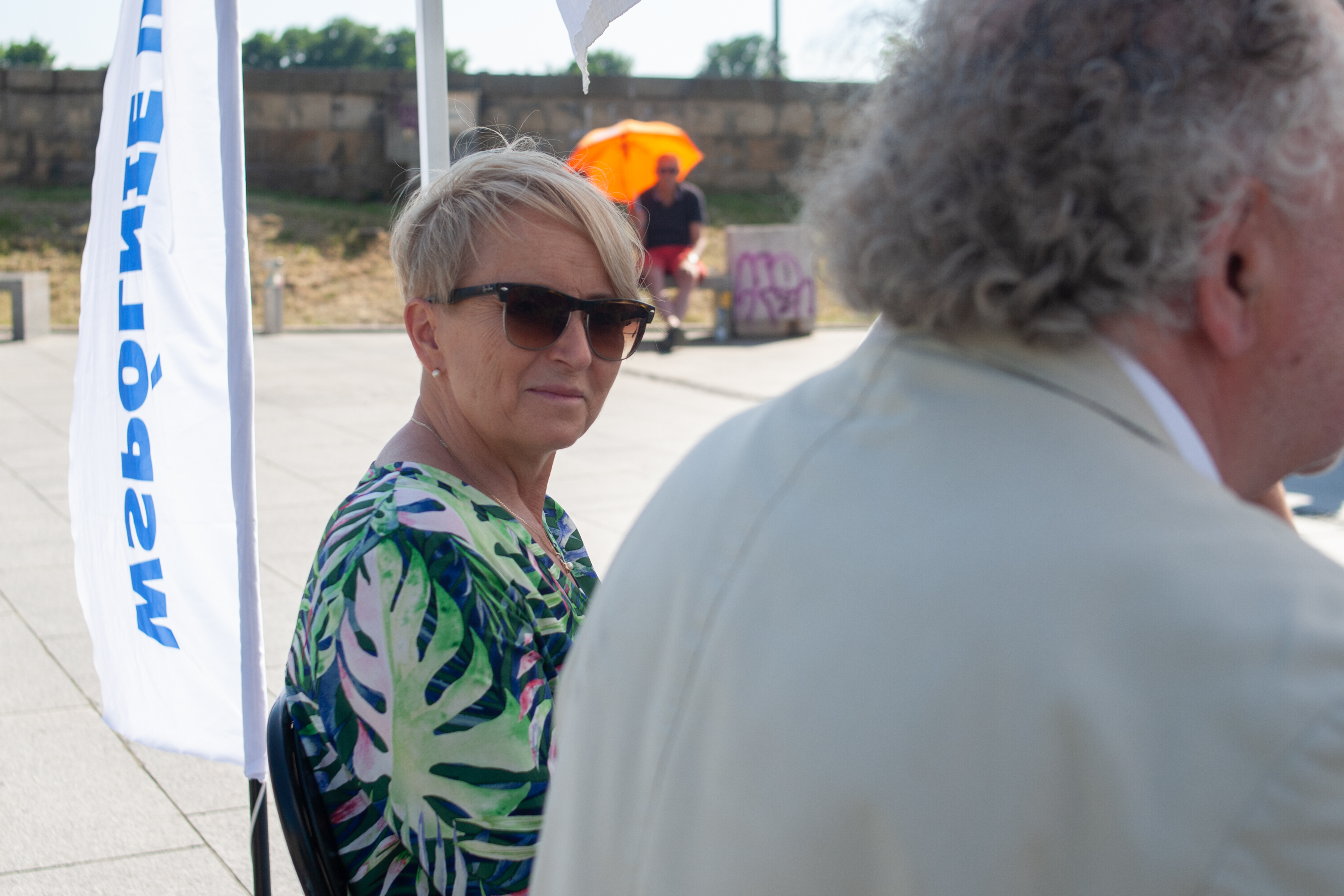
Beata Morawiec (2021)

12 października 2020 roku działająca przy Sądzie Najwyższym Izba Dyscyplinarna – mimo jej zawieszenia na mocy postanowienia Trybunału Sprawiedliwości Unii Europejskiej (TSUE) –  nieprawomocnie zdecydowała o uchyleniu immunitetu sędzi Morawiec. W dniach 10–12 października w głównym wydaniu Wiadomości prorządowej TVP wyemitowane zostały materiały atakujące sędzię Morawiec, przedstawiające rzekome dowody przeciwko niej w postaci wyrwanych z kontekstu fragmentów zeznań.
W obronie sędzi wyrazy poparcia udzielili m.in. RPO Adam Bodnar, Stowarzyszenie Sędziów „Themis”, Stowarzyszenie Sędziów Polskich Iustitia, European Association of Judges będące częścią International Association of Judges, Magistrats Européens pour la Démocratie et les Libertés oraz sędzia TSUE prof. Marek Safjan. 21 września 2020 demonstracje w obronie sędzi Morawiec zorganizowali sędziowie oraz sędzie w Krakowie (kilkaset osób), Opolu i Kędzierzynie Koźlu. Prof. Andrzej Zoll i sędzia Igor Tuleya skrytykowali działania prokuratury wobec sędzi Beaty Morawiec, wskazując że miały podtekst polityczny.
9 sierpnia 2024 r. przestała pełnić funkcję prezeski Stowarzyszenia Sędziów „Themis”.

### Odmowa uchylenia immunitetu w drugiej instancji
W czerwcu 2021 Izba Dyscyplinarna SN w drugiej instancji odmówiła uchylenia immunitetu sędzi Morawiec, zgodnie z wnioskiem jej pełnomocników.

### Umorzenie sprawy dyscyplinarnej
We wrześniu 2023 Przemysław Radzik umorzył postępowanie.